# Pausin (Schönwalde-Glien)
Pausin ist ein Ortsteil der Gemeinde Schönwalde-Glien im Landkreis Havelland in Brandenburg. Pausin war bis zum Zusammenschluss mit fünf anderen Gemeinden im Jahre 2003 eine selbständige Gemeinde.

## Geographie
Pausin liegt am Südrande des Glien, einer Grundmoränenplatte umgeben von den Niederungen der Zehdenick-Spandauer-Havelniederung, des Havelländischen Luchs und des Rhinluchs. Der Ort ist rund sechs Kilometer Luftlinie in nordöstlicher Richtung von Brieselang entfernt und liegt zwischen Paaren im Glien und Schönwalde-Siedlung. Der Ortskern liegt auf etwa 34 m ü. NHN.
Pausin erstreckt sich von der südlichen Begrenzung durch den Fluss Briese nord-nordostwärts über die Chausseestraße (ein Abschnitt der Landesstraße L16) etwa bis zur Hälfte des Forstes Richtung Oberkrämer. Der Ortsteil umschließt eine Fläche von 2000 ha, davon sind rund 50 Prozent Waldgebiet.
Zwei größere Straßen durchziehen das bewohnte Gebiet, zum einen die L16 von Ost nach West, und zum anderen die Brieselanger Straße von Nord nach Süd. Zur Ortsteilerschließung tragen dann noch mehrere kurze Straßen um den historischen Kern Am Anger bei. Zum Ende des Jahres 2015 hatte der Ortsteil 827 Einwohner.
Pausin lag an der Bahnstrecke Nauen–Velten.

## Geschichte
Der Ort wurde 1324 erstmals urkundlich genannt, schon in der heutigen Schreibweise Pausin. Dem Ortsnamen liegt wahrscheinlich ein Flurname *vyšina = Höhe zugrunde. Der Name wäre als *Povyšina = an der Höhe zu interpretieren. Nach der Dorfstruktur ist es ein Angerdorf.

### Besitzgeschichte
Der Ort war Zubehör der Burg bzw. des Schlosses Bötzow und kam 1485 mit der Herrschaft Bötzow an das Amt Bötzow, das 1650 in Amt Oranienburg umbenannt wurde. 1834 wurde der Ort dem Amt Spandau überwiesen. 1872/4 wurde das Amt Spandau aufgelöst und die letzten hoheitlichen Aufgaben des Amtes wurden dem Kreis Osthavelland übertragen. Pausin war nun selbständige Landgemeinde.

### Dorfgeschichte
1450 hatte der Ort 52 Hufen, davon waren zwei Pfarrhufen. Außerdem gab es einen Krug im Ort, eine nicht genannte Zahl von Kossäten und einen Hirten. 1480 werden zehn Kossäten genannt, dafür fehlt der Hirte. Für 1571 ist dokumentiert, dass der Schulze eine Lehnschulze war, der das Dorfgericht und zwei freie Hufen innehatte. 1595 hatte der Lehnschulze das Schulzengericht, zwei freie Lehnhufen und eine Pachthufe. Es gab neun Dreihufenbauern, darunter den Krüger und neun Zweihufenbauern, darunter zwei Bauern die zusätzlich Kossätenland bewirtschafteten. Von den neun Kossäten hatten zwei je ein Hufe und zwei Ruggen am Haus. Ein Kossäte hatte vier Ruggen Land, vier Kossäten hatten je zwei Ruggen Land. Zwei Kossäten hatten lediglich Land zu einem halben Scheffel Aussaat. Es gab ein Pfarrhaus mit Ackergarten und einen Garten im Feld; der Pfarrer hatte zwei freie Pfarrhufen. Der Küster hatte ein Küsterhaus, zu dem Land zu einem Scheffel Hafersaat gehörte. Zur Kirche gehörten drei Enden zu drei Scheffel Roggensaat im kleinen Feld, vier Ruten zu drei Scheffel Roggensaat im kleinen Eichholz und zwei Enden zu sechs Scheffel Roggensaat im dritten Feld. Die Bauern hatten die Hütung auf ihrer Feldmark, auf der von Bredowschen Heide, der Oberheide genannt Krämer und in der Nieder- und Oberholzung von Nauen. Hinter dem Dorf stand ein kleiner Eichenwald ebenso im Hufschlag. 1624 lebten 19 Hufenbauern, neun Kossäten, zwei Hirten, ein Laufschmied, ein Hirtenknecht und anderthalb Paar Hausleute in Pausin. Der Dreißigjährige Krieg scheint Pausin nicht so stark getroffen zu haben. 1682 waren die Höfe im Ort (wieder) voll besetzt. Es gab zehn Dreihufenhöfe, darunter den Schulzen und den Krüger, acht Zweihufenhöfe und vier Einhufenhöfe. Auf zwei der letzteren Höfe saßen zwei Kossäten, die sich ein früheres Zweihufengut teilten. Außerdem wohnten drei Kossäten im Dorf, ein Dorfschäfer, ein Kuhhirt, ein Wildenhirt und ein Laufschmied. Insgesamt hatte das Dorf 50 Hufen. 1701 hatte der Lehnschulze zwei Lehnhufen und eine Pachthufe, der Schankkrug hatte drei Hufen und 17 Bauern teilten sich in den Besitz von 45 Pachthufen. Von neun Kossätenstellen war eine nicht besetzt. 1716 wohnten 19 Hufenbauern, neun Kossäten, ein Paar Hausleute, ein Laufschmied, ein Schäfer, ein Kuhhirt und ein Wildenhirt im Dorf. Die 50 Hufen wurden mit sechs Groschen zur Steuer veranlagt. 1757 hatte der Lehnschulze drei Hufen, 18 Bauern einschließlich des Krügers hatten je 2½ Hufen. Im Ort wohnten weiter neun Kossäten, zwei Kossäten hatten je eine Hufe in Bewirtschaftung, ein Schmied, vier Büdner, ein Schäfer und Schweinehirt, ein Kuhhirt, ein Pferdehirt, ein Gänsehirt, zwei Einlieger, ein Prediger, ein Küster und 49 Personen Gesinde, insgesamt 210 Seelen. Die 50 Hufen des Dorfes hatten schlechten Acker, auf denen kaum das vierte Korn geerntet wurde. Auf jeder Hufe wurde acht Scheffel Roggen-, drei Scheffel Gerste- und vier Scheffel Hafersaat ausgebracht. Der Haupterwerbszweig im Dorf war die Viehzucht. Die Wiesen trugen 20 Fuder Heu und mehr. 1772 wohnten im Dorf ein Prediger, 18 Bauern und 10 Kossäten, insgesamt 295 Personen.
Für 1800 wurden folgende Zahlen bzw. Einrichtungen ermittelt: 17 Ganzbauern, zwei Ganzkossäten, sechs Halbkossäten, vier Büdner, 22 Einlieger, eine Schmiede, ein Krug, ein Unterförster, der für das Bötzower Revier zuständig war. Das Gemeindeholz umfasste 750 Morgen. Die Feldmark war in 50 Hufen eingeteilt, davon waren zwei Lehnhufen. 1826 wurde das Lehnschulzengut verkauft; seine Wert wurde auf 4477 Taler und 12 Groschen taxiert. Es gab 39 Feuerstellen (Wohnhäuser) im Ort. Nach dem Urmesstischblatt 3344 Bötzow von 1839 verband der Pausiner Damm Pausin mit Brieselang. Am Beginn des Dammes auf Pausiner Seit ist der Büdner-Garten eingezeichnet, näher zum Dorf Scherffs Garten. Östlich des sog. Krugfeldes lag der Bruch-Garten und südlich der Straße nach Schönwalde der Hirtengarten. Westlich des Ortes und südlich der Straße Richtung Paaren am Glien lag die Flur Das hohe Wein-Feld, ein Hinweis auf früheren Weinbau auf der Feldmark. Am südöstlichen Ende der Dorfgärten ist im Urmesstischblatt die Windmühle verzeichnet. 1840 war der Bestand an Wohnhäusern bereits auf 56 angestiegen. 1860 war ein vom Dorf separates Gehöft entstanden (Abbau). Im Dorf standen sechs öffentliche Gebäude, 58 Wohngebäude und 123 Wirtschaftsgebäude, darunter eine (Wind-)Getreidemühle. Für das Jahr 1894 wird die Sozialstruktur wie folgt angegeben: 15 Bauern und Bauerngutsbesitzer, sechs Kossäten, ein Landwirt, ein Mühlenbesitzer, ein Stellmachermeister, zwei Hofstellenbesitzer, zwei Gastwirte, ein Rentier, sieben Handelsmänner, ein Tischler, ein Lehrer und zwei Altsitzer.
Im Jahr 1900 wurden 83 (Wohn-)Häuser in Pausin gezählt. Schon vor 1900 war der Friedhof aus dem Ortskern bei der Kirche an den Eichstädter Weg verlegt. Inzwischen hat die Bebauung den Friedhof wieder umschlossen. 1928 wurde die Forstenklave des Gutsbezirks Groß Ziethen im Krämer mit 258 ha und 348 ha des Gutsbezirks Brieselang mit dem Gemeindebezirk vereinigt. 1931 wurden schließlich 104 Wohnhäuser registriert. 1939 gab es 24 land- und forstwirtschaftliche Betriebe mit einer Betriebsgröße von 20 bis 100 Hektar, acht Betriebe mit 10 bis 20 ha, drei mit 5 bis 10 ha und 29 mit einer Größe von 0,5 bis 5 ha.
In der Bodenreform von 1946 wurden 204 ha enteignet und davon 129 ha an 24 neue Eigentümer verteilt; das waren fünf landlose Bauern und Landarbeiter, fünf landarme Bauern, drei Umsiedler, sechs Kleinpächter und zwei nicht landwirtschaftliche Arbeiter und Angestellte. Drei Altbauern erhielten eine Waldzulage.

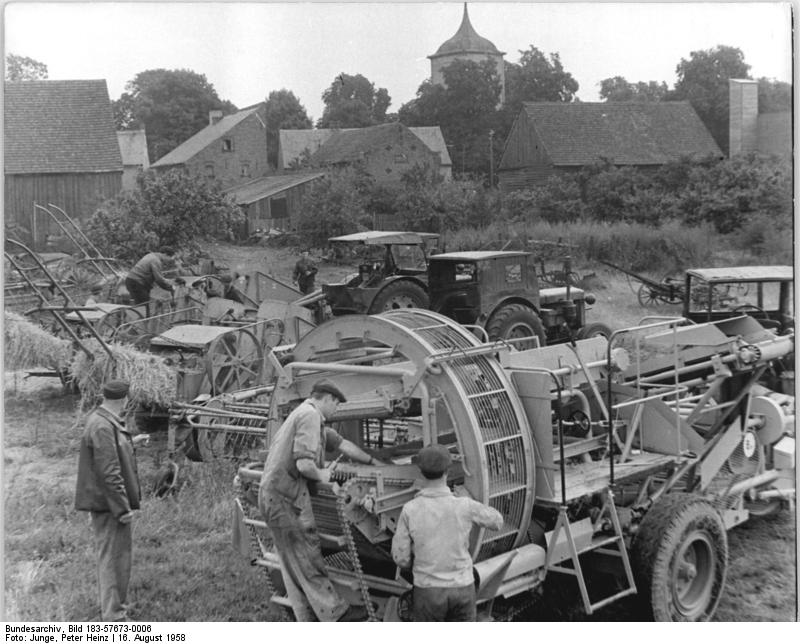
Wartung landwirtschaftlicher Geräte der MTS Zeestow auf dem Stützpunkt Pausin (1956)

1952 wurde die erste LPG Typ III mit 12 Mitgliedern und 135 ha Nutzfläche gegründet. 1959 wurde sie mit den LPG's in Paaren am Glien und Perwenitz zur Groß-LPG in Perwenitz zusammengeschlossen.

### Kommunale Geschichte
Pausin liegt am Rande des Glien, der auch als Ländchen Glien bezeichnet wird. Das Ländchen wurde ursprünglich zum Havelländischen Kreis gerechnet. Allerdings bildete sich innerhalb des Havelländischen Kreises der Glien-Löwenbergische Kreis zunächst als Unterkreis heraus. 1770 wurde der Glien-Löwenbergische Kreis ein selbständiger Kreis, der aber bereits in der Kreisreform von 1816/7 wieder aufgelöst wurde. Das Ländchen Glien kam dann zum Kreis Osthavelland, der bis 1952 Bestand hatte. Bei der Kreis- und Bezirksreform in der damaligen DDR wurden die Länder aufgelöst und dafür Bezirke geschaffen. Die alten preußischen Kreise wurden in kleinere Kreise aufgeteilt. Pausin kam zum Kreis Nauen im Bezirk Potsdam. 1993 wurde der Kreis Nauen mit dem Kreis Rathenow zum Landkreis Havelland zusammengelegt.
Pausin wurde mit den Stein-Hardenbergschen Reformen 1809 eine selbständige Gemeinde, die Feldmark wurde zum Gemeindebezirk. Zum 1. April 1960 wurde Pausin (und Paaren am Glien) in die Gemeinde Perwenitz eingemeindet. Zum 1. September 1963 wurden Paaren am Glien und Pausin wieder aus Perwenitz ausgegliedert. 1992 schloss sich Pausin mit den Gemeinden Schönwalde, Paaren im Glien, Perwenitz und Wansdorf zum Amt Schönwalde-Glien zusammen.
Zum 26. Oktober 2003 bildeten Grünefeld, Pausin, Paaren im Glien, Perwenitz, Schönwalde und Wansdorf die neue Gemeinde Schönwalde-Glien. Das Amt Schönwalde-Glien wurde zeitgleich aufgelöst. Seither ist Pausin ein Ortsteil der Gemeinde Schönwalde-Glien.

### Kirchliche Geschichte
Pausin war 1441 bis 1817 Mutterkirche, seit 1818 Schwesterkirche von Wansdorf. Es gehörte um 1500 zur Sedes Nauen, um 1800 zur Inspektion Spandau, 1900 zur Superintendentur Spandau. Das Patronat hatten ursprünglich der Markgraf bzw. die Pfandinhaber der Herrschaft Bötzow. Mit der Umwandlung in ein Amt ging das Patronatus auf das Amt Bötzow bzw. Amt Oranienburg über. Nach der Auflösung des Amtes trat der Fiskus an dessen Stelle. Bereits 1450 und 1480 gehörten zwei Pfarrhufen zur Pfarrstelle. 1595 hatte der Pfarrer im Ort zwei Pfarrhufen, ein Pfarrhaus mit Ackergarte und einem Garten im Feld. Der Küster besaß ein Küsterhaus mit Land zu einem Scheffel Hafersaat. Zum Unterhalt der Kirche dienten Kirchenländereien: drei Enden zu drei Scheffel Roggensaat im kleinen Feld, vier Ruten zu drei Scheffel Roggensaat im kleinen Eichholz und zwei Enden zu sechs Scheffel Roggensaat im dritten Feld.
Im Jahr 1939 gelangte das Pfarramt Pausin zum Kirchenkreis Nauen.
Seit dem beginnenden 21. Jahrhundert gehört die Evangelische Kirchengemeinde Pausin zum Sparrsprengel Bötzow im Evangelischen Kirchenkreis Nauen-Rathenow.

### Einwohnerentwicklung
| Jahr      | 1800 | 1817 | 1840 | 1858 | 1877 | 1895 | 1910 | 1925 | 1933 | 1939 | 1946 | 1950 | 1964 | 1971 | 1981 | 1991 | 2002 |
| Einwohner | 315  | 296  | 375  | 429  | 486  | 586  | 575  | 572  | 616  | 617  | 846  | 850  | 661  | 585  | 520  | 541  | 735  |

- Quelle:[10][6]

## Politik

### Ortschaftsrat
Bei den Kommunalwahlen am 26. Mai 2019 ergab sich folgendes amtliche Endergebnis:
| Parteien und Wählergemeinschaften | Parteien und Wählergemeinschaften           | Sitze 2014 | Sitze 2019 |
| CDU                               | Christlich Demokratische Union Deutschlands | 1          | 0          |
| FAMILIE                           | Familienpartei Deutschlands                 | 1          | 1          |
| SPD                               | Sozialdemokratische Partei Deutschlands     | 1          | 1          |
| Forum Schönwalde-Glien            | FSG                                         | 0          | 1          |
| Gesamt                            | Gesamt                                      | 3          | 3          |

- Zwei Einwohnerinnen von Pausin nehmen die Funktion des Seniorenrats wahr, sie kümmern sich also um alle Belange und Probleme der älteren Einwohner.[11]

### Wappen
| Wappen von Pausin | Blasonierung: „Über einem goldenen Dreiberg, belegt mit einem oben offenen grünen Hufeisen, in Grün schragenweise vier goldene Brotlaibe.“ |
| Wappen von Pausin | Das Wappen wurde von Christian Gering aus Schönwalde-Dorf entworfen und am 2. Mai 2002 durch das Ministerium des Innern genehmigt.         |

### Flagge
Die Flagge wurde von Christian Gering aus Schönwalde-Dorf und am 2. Mai 2002 durch das Ministerium des Innern genehmigt.
Die Flagge ist Grün – Gelb – Grün (1:2:1) gestreift (Querform: Streifen waagerecht verlaufend, Längsform: Streifen senkrecht verlaufend) und mittig mit dem Wappen belegt.

## Denkmale und Sehenswürdigkeiten
Die Denkmalliste des Landes Brandenburg für den Landkreis Havelland verzeichnet zahlreiche Bau- und Bodendenkmale.

### Bodendenkmale
Die Lage am Rande des Glien war siedlungsgünstig und erklärt damit die zahlreichen Bodendenkmale:
- Nr. 50652 Fluren 10,4,5: eine Siedlung der Eisenzeit, eine Siedlung der römischen Kaiserzeit
- Nr. 50653 Flur 5: eine Siedlung der römischen Kaiserzeit, eine Siedlung des Mittelalters, ein Gräberfeld der Ur- und Frühgeschichte
- Nr. 50654 Flur 5: eine Siedlung des Neolithikums
- Nr. 50655 Flur 6: eine Siedlung des slawischen Mittelalters
- Nr. 50656 Flur 5: eine Siedlung des Neolithikums
- Nr. 50658 Flur 1: eine Siedlung der Ur- und Frühgeschichte, ein Rast- und Werkplatz des Neolithikums
- Nr. 50659 Fluren 10,5 und 7: Dorfkern der Neuzeit, Dorfkern deutsches Mittelalter
- Nr. 50660 Fluren 2 und 6: eine Siedlung des Neolithikums
- Nr. 50661 Flur 6: eine Siedlung der Ur- und Frühgeschichte, ein Gräberfeld der Ur- und Frühgeschichte, ein Rast- und Werkplatz des Mesolithikums
- Nr. 50662 Fluren 1 und 6: eine Siedlung der Ur- und Frühgeschichte
- Nr. 50663 Fluren 8 und 9: eine Wüstung des deutschen Mittelalters
- 50657 Flur 5 (Pausin), Flur 2 (Wansdorf): eine Siedlung der Ur- und Frühgeschichte

### Baudenkmale

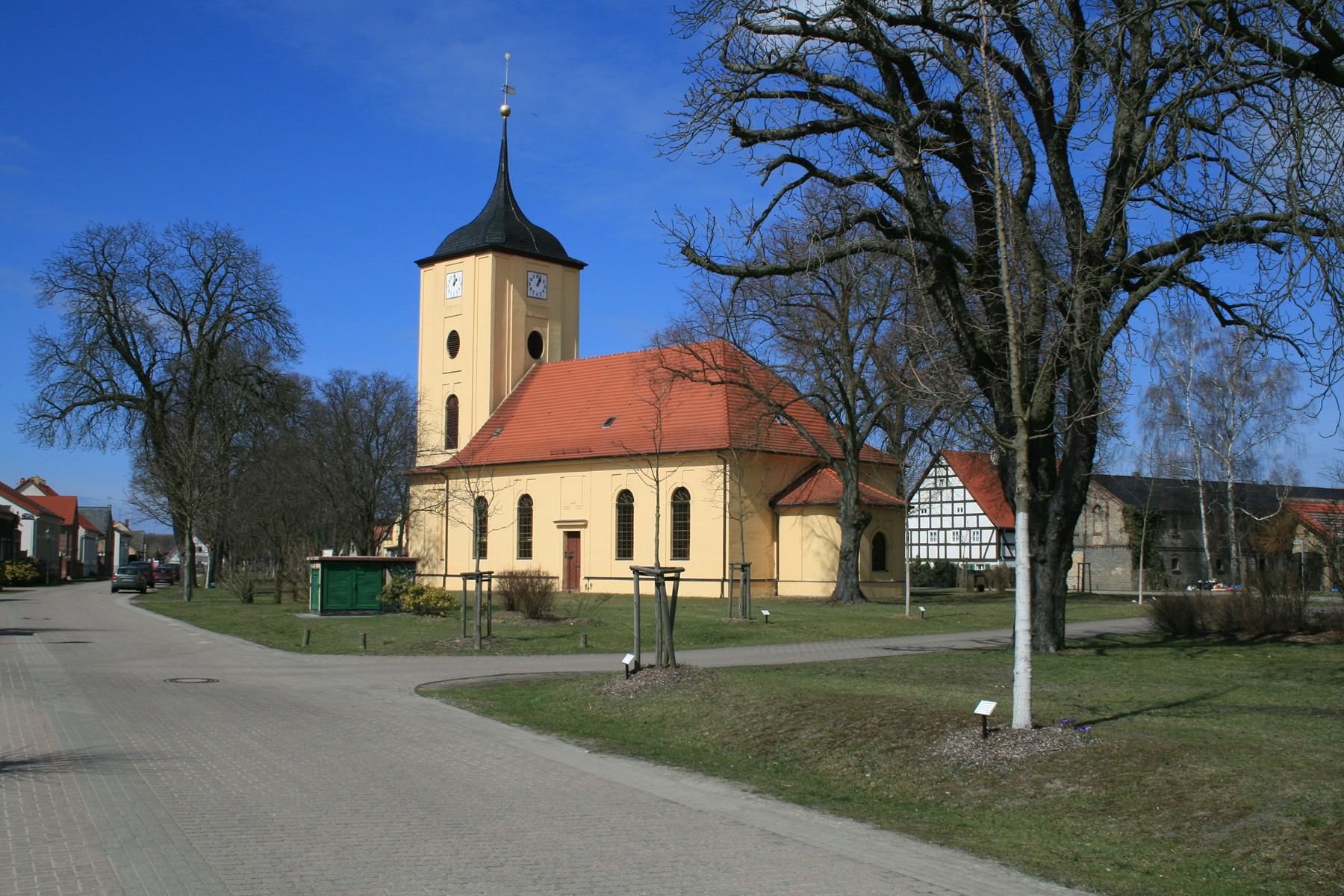
Dorfkirche Pausin

Die Denkmalliste führt folgende Baudenkmale auf:
- Nr. 09150261 Am Anger: Dorfkirche. Das Kirchengebäude ist ein verputzter rechteckiger Saalbau von 1755, mit einer Apsis an der Ostseite und einem quadratischen Westturm.[14]
- Nr. 09150262 Am Anger 5: Gehöft mit Wohnhaus (Mittelflurhaus), Scheune und Seitengebäude
- Nr. 09150430 Am Anger 7: Gehöft mit Wohnhaus (Mittelflurhaus), Stallgebäude, Scheune
- Nr. 09150532 Am Anger 27: Wohnhaus

Darüber hinaus sind das Waldschule-Gemeinschaftshaus im Ortskern (in einem sanierten und ausgebauten Bauerngehöft) mit Fahrradausleihmöglichkeit und einem kleinen Ein-Personen-Kabarett, ein Fachwerkhaus, der Gasthof Pausin (in der Chausseestraße) sowie die Gaststätte Waldschänke touristisch interessant.

## Kultur und Bildung
- Kulturclub Pausin e. V.
- Im Ortsteil betreut die Einrichtung Waldmäuse die Vorschulkinder.[17]
- Die Kinder aus dem Ortsteil Pausin besuchen entweder die Grundschule in Schönwalde oder die Schule in Perwenitz (Grundschule Im Glien), einem benachbarten Ortsteil der Gemeinde. In der Schönwalde-Siedlung gibt es noch eine Halbtagsgrundschule (Verlässliche Halbtagsgrundschule (VHG) Menschenskinder).[18]
- Waldschule Pausin – ein 1994 eröffneter multifunktionaler Veranstaltungsort

In dem renovierten und schrittweise ausgebauten gemeindeeigenen historischen Bauernhof finden Gastspiele verschiedener Theatergruppen statt, die Räumlichkeiten bieten sowohl Gastronomie als auch eine Bibliothek mit Lesecafé.